# 국가도서관

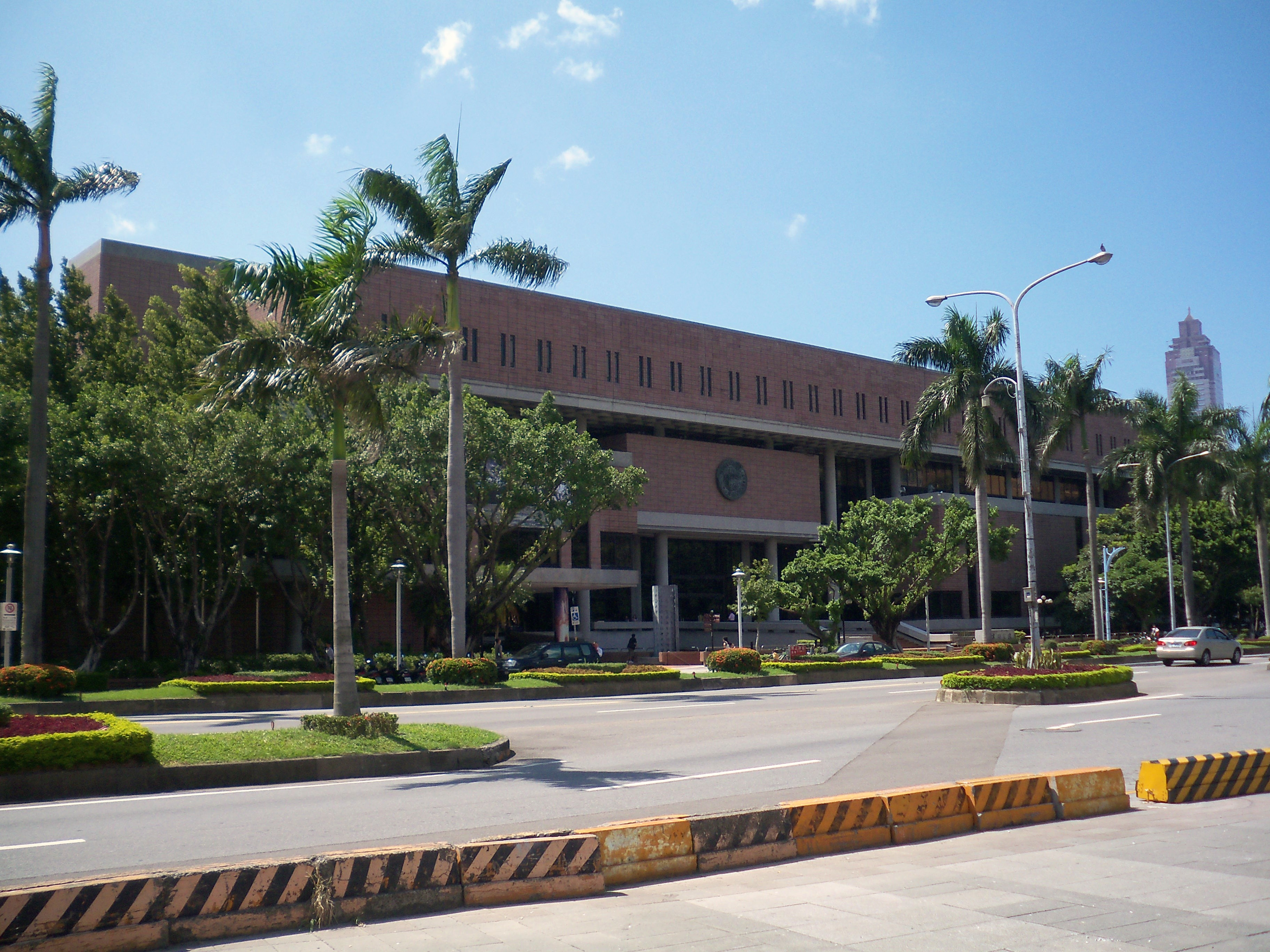
국가도서관

국가도서관(國家圖書館)은 중화민국 타이베이시 중정구에 위치하고 있는 국립도서관이다. 중화민국 교육부에서 관리하고 있다. 설립 당시의 이름은 국립중앙도서관이다. 1933년 국민정부에 의해 난징에 설치되었으나, 국공 내전 이후 타이완으로 옮겨 현재에 이르고 있다.

## 연혁
- 1933년 국립중앙도서관 설립.
- 1937년 중일 전쟁의 영향으로 충칭으로 이전.
- 1946년 난징으로 돌아옴.
- 1948년 국공 내전 중 보관하고 있던 서적 13만권을 타이완으로 이송.
- 1950년 중화인민공화국 정부가 기존 난징 국립중앙도서관을 난징 도서관이라고 개칭함.
- 1954년 국립중앙도서관이 타이베이에서 복관.
- 1996년 이름을 국가 도서관으로 개칭.

## 같이 보기
- 난징 도서관